# Auf Christi Himmelfahrt allein
Auf Christi Himmelfahrt allein (Seule l’Ascension du Christ), BWV 128, est une cantate religieuse de Johann Sebastian Bach composée pendant sa deuxième année à Leipzig pour la fête de l'Ascension et jouée pour la première fois le 10 mai 1725. Pour cette destination liturgique, trois autres cantates ont franchi le seuil de la postérité : les BWV 11, 37 et 43. 

## Histoire et livret
Durant sa deuxième année à Leipzig, Bach a composé des cantates chorales entre le premier dimanche après la Trinité et le Dimanche des Rameaux mais pour Pâques il revient à des cantates sur des textes plus diversifiés, peut-être parce qu'il avait perdu son librettiste. Neuf de ses cantates pour la période entre Pâques et la Pentecôte sont basées sur des textes de Christiana Mariana von Ziegler, y compris cette cantate. Bach intégra ultérieurement la plupart de ces cantates dans son troisième cycle mais conserva celle-ci et la Also hat Gott die Welt geliebt BWV 68 pour Pentecôte dans son deuxième cycle annuel, peut-être parce qu'elles commencent avec une fantaisie chorale comme les cantates chorales, alors que beaucoup des autres commencent avec un solo de basse en tant que Vox Christi.
Les lectures prescrites  pour ce jour étaient Actes 1:1–11 et Marc 16 :14–20, Jésus demandant à ses disciples de prêcher et de baptiser. L'auteur, qui a tendance à exprimer ses vues personnelle en disant « Je », a pris le thème de la cantate dans le premier verset du choral de Ernst Sonnemann d'après Josua Wegelin (1636): Nachdem Jesus zum Himmel fuhr, hält mich nichts mehr auf der Erde, da mir verheißen ist, ihn von Angesicht zu Angesicht zu sehen, une paraphrase de Cor 13 :12. Dans le deuxième mouvement, elle fait allusion à la Transfiguration de Jesus Mat 17 :4. Le troisième mouvement rappelle l'incompréhensible puissance de Dieu en tous lieux et non pas limitée en un endroit particulier. Er wird mich zu seiner Rechten erheben (Mat 25,33) und mich gerecht richten, selon le choral de fin qui reprend le quatrième verset du O Jesu, meine Lust de Matthäus Averius.
Le texte de Ziegler dans sa version imprimée de 1728 et le texte de la cantate diffèrent, Bach l'ayant peut-être changé lui-même. Par exemple, une aria et un récitatif sont associés en un seul mouvement en insérant « wo mein Erlöser lebt » (où vit mon rédempteur) pour faire la liaison.

## Structure et instrumentation
La cantate est écrite pour deux cors, deux hautbois, hautbois d'amour, hautbois da caccia, deux violons, alto et basse continue, trois voix solistes alto, ténor et basse et chœur en quatre parties. L'instrumentation est particulièrement riche et variée remarque Julius Mincham : « As befits its importance, the instrumental forces are relatively large and impressive; two horns, oboes of every kind, strings and continuo and latterly one trumpet ».
Il y a cinq mouvements :
1. chœur : Auf Christi Himmelfahrt allein
2. récitatif (ténor): Ich bin bereit, komm, hole mich
3. aria et récitatif (basse) : Auf, auf, mit hellem Schall
4. aria (duo alto et ténor) : Sein Allmacht zu ergründen
5. choral : Alsdenn so wirst du mich

## Musique
Dans le chœur d'ouverture, le choral sur la mélodie du Gloria in excelsis Deo allemand, « Allein Gott in der Höh sei Ehr » de Nikolaus Decius est intégré dans un concerto pour orchestre. Le cantus firmus est chanté en longues notes par la soprano tandis que les voix inférieures sont faites à l'imitation. Les motifs orchestraux sont issus de la première ligne de la mélodie du choral : Un thème-signal, d'abord joué par les cordes et les hautbois puis par les cors, contient les cinq premières notes de la mélodie puis un motif de fugue contient dans le même ordre les neuf notes de la première ligne de la mélodie.
Bach ne fait appel à la trompette, l'instrument royal du baroque, que dans le troisième mouvement, pour symboliser le règne de Jésus. La trompette apparaît d'abord dans la ritournelle que reprend alors la voix de basse, et de nouveau la ritournelle est jouée par la trompette tandis que la voix est intégrée à l'ensemble. Après une section centrale, la première partie de l'aria n'est pas répétée da capo; à la place, ce début d'aria est traité comme un récitatif accompagné par les cordes, suivi alors seulement d'une reprise de la ritournelle,.
Le duo suivant possède un caractère d'intimité. L'Instrument obligé est indiqué pour l'orgue dans la partition mais la partie est écrite pour le hautbois. Le registre limité de cet instrument l'empêche de jouer cette partie dont seul est capable un hautbois d'amour. Peut-être Bach changea-t-il d'intention pendant l'écriture de la première partie ou a-t-il modifié l'indication plus tard. Le compositeur allemand Max Reger a utilisé le thème de la ritournelle pour ses Variations et fugue sur un thème de Bach op. 81.
La cantate se clôt par un choral à quatre parties, la plupart des instruments jouant colla parte, tandis que les cors jouent de façon indépendante du fait de leur registre limité.

## Source
- (en) Cet article est partiellement ou en totalité issu de l’article de Wikipédia en anglais intitulé « Auf Christi Himmelfahrt allein, BWV 128 » (voir la liste des auteurs).